# Nothaphoebe boninensis
Nothaphoebe boninensis är en lagerväxtart som först beskrevs av Gen-Iti Koidzumi, och fick sitt nu gällande namn av Gen-Iti Koidzumi och Kamik.. Nothaphoebe boninensis ingår i släktet Nothaphoebe och familjen lagerväxter. Inga underarter finns listade i Catalogue of Life.